# Paramonecphora subsanguinea
Paramonecphora subsanguinea is een halfvleugelig insect uit de familie schuimcicaden (Cercopidae). De wetenschappelijke naam van deze soort is voor het eerst geldig gepubliceerd in 1905 door Melichar.